# Sam Bolton
Sam Adams Bolton (ur. 9 grudnia 2002 w Halifaksie) – brytyjski skoczek narciarski, reprezentant klubu Altius Nordic Ski Club. Uczestnik zimowych igrzysk olimpijskich młodzieży (2020) oraz mistrzostw świata juniorów (2020). Medalista mistrzostw Ameryki Północnej w skokach narciarskich (2019). Rekordzista Wielkiej Brytanii w długości skoku narciarskiego mężczyzn.
Skoki narciarskie uprawiał od 8. roku życia. Mieszka i trenował w Kanadzie.

## Przebieg kariery
W lutym 2016 roku zadebiutował w FIS Cupie, zajmując dwukrotnie 14. pozycję w Whistler. W marcu 2019 roku zdobył dwa medale Mistrzostw Ameryki Północnej w Skokach Narciarskich 2019: brązowy na skoczni normalnej oraz srebrny na skoczni dużej. W sierpniu 2019 roku zadebiutował w Letnim Pucharze Kontynentalnym, zajmując 57. miejsce w Wiśle. W styczniu 2020 wziął udział w zimowych igrzyskach olimpijskich młodzieży, plasując się na 18. pozycji w konkursie indywidualnym. W marcu 2020 zajął 57. miejsce w konkursie indywidualnym mistrzostw świata juniorów.
Medalista mistrzostw Kanady juniorów – w 2016 zwyciężył w zawodach tej rangi na skoczni normalnej w Whistler.
W październiku 2020 zakończył karierę.

## Mistrzostwa świata juniorów

### Indywidualnie
| 2020 Oberwiesenthal | – | 57. miejsce |

### Starty S. Boltona na mistrzostwach świata juniorów – szczegółowo
| Miejsce | Dzień   | Rok  | Miejscowość    | Skocznia            | Punkt K | HS     | Konkurs  | Skok 1 | Skok 2 | Nota     | Strata    | Zwycięzca      |
| ------- | ------- | ---- | -------------- | ------------------- | ------- | ------ | -------- | ------ | ------ | -------- | --------- | -------------- |
| 57.     | 5 marca | 2020 | Oberwiesenthal | Fichtelbergschanzen | K-95    | HS-105 | indywid. | 79,0 m | –      | 53,3 pkt | 185,0 pkt | Peter Resinger |

## Igrzyska olimpijskie młodzieży

### Indywidualnie
| 2020 Lozanna/ Prémanon | – | 18. miejsce |

### Starty S. Boltona na igrzyskach olimpijskich młodzieży – szczegółowo
| Miejsce | Dzień       | Rok  | Miejscowość | Skocznia   | Punkt K | HS    | Konkurs  | Skok 1 | Skok 2 | Nota      | Strata   | Zwycięzca       |
| ------- | ----------- | ---- | ----------- | ---------- | ------- | ----- | -------- | ------ | ------ | --------- | -------- | --------------- |
| 18.     | 19 stycznia | 2020 | Prémanon    | Les Tuffes | K-81    | HS-90 | indywid. | 86,5 m | 82,0 m | 199,9 pkt | 57,8 pkt | Marco Wörgötter |

## Letni Puchar Kontynentalny

### Miejsca w poszczególnych konkursachLetniego Pucharu Kontynentalnego
| Źródło                                                                        | Źródło      | Źródło            | Źródło            | Źródło      | Źródło      | Źródło         | Źródło         | Źródło      | Źródło      | Źródło            | Źródło            | Źródło      | Źródło      | Źródło            | Źródło            | Źródło | Źródło | Źródło | Źródło | Źródło | Źródło | Źródło | Źródło | Źródło | Źródło | Źródło |
| ----------------------------------------------------------------------------- | ----------- | ----------------- | ----------------- | ----------- | ----------- | -------------- | -------------- | ----------- | ----------- | ----------------- | ----------------- | ----------- | ----------- | ----------------- | ----------------- | ------ | ------ | ------ | ------ | ------ | ------ | ------ | ------ | ------ | ------ | ------ |
| 2019                                                                          |             |                   |                   |             |             |                |                |             |             |                   |                   |             |             |                   |                   |        |        |        |        |        |        |        |        |        |        |        |
| Kranj HS109                                                                   | Kranj HS109 | Szczuczyńsk HS140 | Szczuczyńsk HS140 | Wisła HS134 | Wisła HS134 | Frenštát HS106 | Frenštát HS106 | Râșnov HS97 | Râșnov HS97 | Lillehammer HS140 | Lillehammer HS140 | Stams HS115 | Stams HS115 | Klingenthal HS140 | Klingenthal HS140 | punkty |        |        |        |        |        |        |        |        |        |        |
| -                                                                             | -           | -                 | -                 | 57          | 57          | 50             | 51             | -           | -           | -                 | -                 | -           | -           | -                 | -                 | 0      |        |        |        |        |        |        |        |        |        |        |
| Legenda                                                                       |             |                   |                   |             |             |                |                |             |             |                   |                   |             |             |                   |                   |        |        |        |        |        |        |        |        |        |        |        |
| 1 2 3 4-10 11-30 poniżej 30 dq – dyskwalifikacja - − zawodnik nie wystartował |             |                   |                   |             |             |                |                |             |             |                   |                   |             |             |                   |                   |        |        |        |        |        |        |        |        |        |        |        |

## FIS Cup

### Miejsca w klasyfikacji generalnej
| Sezon     | Miejsce |
| --------- | ------- |
| 2015/2016 | 114.    |
| 2018/2019 | 85.     |

### Miejsca w poszczególnych konkursachFIS Cupu
| Źródło                                                                        | Źródło        | Źródło           | Źródło           | Źródło       | Źródło       | Źródło           | Źródło           | Źródło             | Źródło             | Źródło         | Źródło         | Źródło        | Źródło        | Źródło               | Źródło               | Źródło          | Źródło          | Źródło         | Źródło         | Źródło       | Źródło       | Źródło    | Źródło    | Źródło | Źródło | Źródło | Źródło | Źródło | Źródło | Źródło | Źródło | Źródło | Źródło | Źródło | Źródło | Źródło | Źródło | Źródło | Źródło |        |
| ----------------------------------------------------------------------------- | ------------- | ---------------- | ---------------- | ------------ | ------------ | ---------------- | ---------------- | ------------------ | ------------------ | -------------- | -------------- | ------------- | ------------- | -------------------- | -------------------- | --------------- | --------------- | -------------- | -------------- | ------------ | ------------ | --------- | --------- | ------ | ------ | ------ | ------ | ------ | ------ | ------ | ------ | ------ | ------ | ------ | ------ | ------ | ------ | ------ | ------ | ------ |
| Sezon 2015/2016                                                               |               |                  |                  |              |              |                  |                  |                    |                    |                |                |               |               |                      |                      |                 |                 |                |                |              |              |           |           |        |        |        |        |        |        |        |        |        |        |        |        |        |        |        |        |        |
| Villach                                                                       | Villach       | Kuopio           | Kuopio           | Szczyrk      | Szczyrk      | Einsiedeln       | Einsiedeln       | Râșnov             | Râșnov             | Notodden       | Notodden       | Zakopane      | Zakopane      | Pjongczang           | Pjongczang           | Whistler        | Whistler        | Eau Claire     | Eau Claire     | Planica      | Planica      | Harrachov | Harrachov | punkty |        |        |        |        |        |        |        |        |        |        |        |        |        |        |        |        |
| -                                                                             | -             | -                | -                | -            | -            | -                | -                | -                  | -                  | -              | -              | -             | -             | -                    | -                    | 14              | 14              | -              | -              | -            | -            | -         | -         | 36     |        |        |        |        |        |        |        |        |        |        |        |        |        |        |        |        |
| Sezon 2016/2017                                                               |               |                  |                  |              |              |                  |                  |                    |                    |                |                |               |               |                      |                      |                 |                 |                |                |              |              |           |           |        |        |        |        |        |        |        |        |        |        |        |        |        |        |        |        |        |
| Villach HS98                                                                  | Villach HS98  | Szczyrk HS106    | Szczyrk HS106    | Kuopio HS127 | Kuopio HS127 | Einsiedeln HS117 | Einsiedeln HS117 | Hinterzarten HS108 | Hinterzarten HS108 | Râșnov HS100   | Râșnov HS100   | Notodden HS98 | Notodden HS98 | Zakopane HS134       | Zakopane HS134       | Eau Claire HS95 | Eau Claire HS95 | Sapporo HS100  | Sapporo HS134  | punkty       | punkty       | punkty    | punkty    | punkty | punkty | punkty | punkty | punkty | punkty | punkty | punkty | punkty | punkty | punkty | punkty | punkty | punkty | punkty |        |        |
| 79                                                                            | 100           | 98               | 92               | -            | -            | -                | -                | -                  | -                  | -              | -              | -             | -             | -                    | -                    | 51              | 57              | -              | -              | 0            | 0            | 0         | 0         | 0      | 0      | 0      | 0      | 0      | 0      | 0      | 0      | 0      | 0      | 0      | 0      | 0      | 0      | 0      |        |        |
| Sezon 2017/2018                                                               |               |                  |                  |              |              |                  |                  |                    |                    |                |                |               |               |                      |                      |                 |                 |                |                |              |              |           |           |        |        |        |        |        |        |        |        |        |        |        |        |        |        |        |        |        |
| Villach                                                                       | Villach       | Kuopio           | Kuopio           | Kandersteg   | Kandersteg   | Râșnov           | Râșnov           | Whistler           | Whistler           | Notodden       | Notodden       | Zakopane      | Zakopane      | Planica              | Planica              | Rastbüchl       | Rastbüchl       | Villach        | Villach        | Falun        | punkty       | punkty    | punkty    | punkty | punkty | punkty | punkty | punkty | punkty | punkty | punkty | punkty | punkty | punkty | punkty | punkty | punkty | punkty | punkty |        |
| -                                                                             | -             | -                | -                | -            | -            | -                | -                | 70                 | 72                 | -              | -              | -             | -             | -                    | -                    | -               | -               | 57             | 53             | -            | 0            | 0         | 0         | 0      | 0      | 0      | 0      | 0      | 0      | 0      | 0      | 0      | 0      | 0      | 0      | 0      | 0      | 0      | 0      |        |
| Sezon 2018/2019                                                               |               |                  |                  |              |              |                  |                  |                    |                    |                |                |               |               |                      |                      |                 |                 |                |                |              |              |           |           |        |        |        |        |        |        |        |        |        |        |        |        |        |        |        |        |        |
| Villach HS98                                                                  | Villach HS98  | Szczyrk HS106    | Szczyrk HS106    | Râșnov HS97  | Râșnov HS97  | Notodden HS100   | Notodden HS100   | Park City HS100    | Park City HS100    | Zakopane HS140 | Zakopane HS140 | Planica HS102 | Planica HS102 | Rastbüchl HS78       | Rastbüchl HS78       | Villach HS98    | Villach HS98    | punkty         | punkty         | punkty       | punkty       | punkty    | punkty    | punkty | punkty | punkty | punkty | punkty | punkty | punkty | punkty | punkty | punkty | punkty | punkty | punkty |        |        |        |        |
| -                                                                             | -             | -                | -                | -            | -            | -                | -                | 11                 | 17                 | -              | -              | -             | -             | -                    | -                    | 57              | 59              | 38             | 38             | 38           | 38           | 38        | 38        | 38     | 38     | 38     | 38     | 38     | 38     | 38     | 38     | 38     | 38     | 38     | 38     | 38     |        |        |        |        |
| Sezon 2019/2020                                                               |               |                  |                  |              |              |                  |                  |                    |                    |                |                |               |               |                      |                      |                 |                 |                |                |              |              |           |           |        |        |        |        |        |        |        |        |        |        |        |        |        |        |        |        |        |
| Szczyrk HS104                                                                 | Szczyrk HS104 | Szczuczyńsk HS99 | Szczuczyńsk HS99 | Ljubno HS94  | Ljubno HS94  | Pjongczang HS109 | Pjongczang HS109 | Râșnov HS97        | Râșnov HS97        | Villach HS98   | Villach HS98   | Notodden HS98 | Notodden HS98 | Oberwiesenthal HS105 | Oberwiesenthal HS105 | Zakopane HS140  | Zakopane HS140  | Rastbüchl HS78 | Rastbüchl HS78 | Villach HS98 | Villach HS98 | punkty    | punkty    | punkty | punkty | punkty | punkty | punkty | punkty | punkty | punkty | punkty | punkty | punkty | punkty | punkty | punkty | punkty | punkty | punkty |
| -                                                                             | -             | -                | -                | 72           | 92           | -                | -                | -                  | -                  | -              | -              | -             | -             | -                    | -                    | -               | -               | 45             | 63             | -            | -            | 0         | 0         | 0      | 0      | 0      | 0      | 0      | 0      | 0      | 0      | 0      | 0      | 0      | 0      | 0      | 0      | 0      | 0      | 0      |
| Legenda                                                                       |               |                  |                  |              |              |                  |                  |                    |                    |                |                |               |               |                      |                      |                 |                 |                |                |              |              |           |           |        |        |        |        |        |        |        |        |        |        |        |        |        |        |        |        |        |
| 1 2 3 4-10 11-30 poniżej 30 dq – dyskwalifikacja - − zawodnik nie wystartował |               |                  |                  |              |              |                  |                  |                    |                    |                |                |               |               |                      |                      |                 |                 |                |                |              |              |           |           |        |        |        |        |        |        |        |        |        |        |        |        |        |        |        |        |        |